# Donato Guerra (Durango)
Donato Guerra es una localidad del estado mexicano de Durango. Es parte del municipio de Canatlán.

## Demografía
| Censo | Población |
| ----- | --------- |
| 1930  | 416       |
| 1940  | 847       |
| 1950  | 1 296     |
| 1960  | 1 277     |
| 1970  | 1 531     |
| 1980  | 1 256     |
| 1990  | 1 342     |
| 1995  | 1 092     |
| 2000  | 860       |
| 2005  | 726       |
| 2010  | 769       |
| 2020  | 691       |